# The Ramble and The Lake (Central Park)
El conjunt format per The Ramble (literalment Excursió) i The Lake (el llac) constitueix un espai essencial de Central Park, que formava part del Greensward Plan el pla original del parc, proposat el 1857 per Frederick Law Olmsted i Calvert Vaux.
The Ramble havia de ser a l'origen un passeig a la vora dels arbres, a través d'espais amb una topografia diversificada, una mena de "jardí salvatge" allunyat dels passeigs reservats als vehicles, i de les pistes per a cavalls. The Ramble era doncs destinat a ser recorregut, o simplement era considerat com un paisatge natural, al marge de la Bethesda Terrace situada davant el llac, o dels bots que navegaven sobre The Lake. The Ramble, del que la superfície és de 15,4 hectàrees, comprèn així les ribes profundes situades al nord de The Lake, que va ser cavat sobre un espai de roques de fons. La vegetació que voreja The Ramble és força densa i variada, i s'hi troben igualment anivellaments rocallosos que porten les marques de la darrera era glacial, així com petites clarianes, i un rierol artificial. La topografia de The Ramble ho fa aflorar fins al Vista Rock, on és coronat pel Belvedere Castle, castell d'inspiració escocesa.
La major part de la vegetació molt diversificada del paisatge està composta d'arbres que es troben naturalment a la regió de New York, (sobretot diverses espècies de roures), però també d'altres arbres originaris d'altres regions dels Estats Units, entre els quals destaquen els Podocarpus i de les  magnòlies.
The Ramble és a més a més un lloc molt preuat dels  ornitòlegs i els apassionats pels ocells; s'hi troben unes 230 espècies diferents observades en el transcurs dels anys, entre les quals hi ha diverses espècies de fers, observats durant els períodes migratoris a l'abril i l'octubre.